# トマス・マッキーン・トンプソン・マッケナン
トマス・マッキーン・トンプソン・マッケナン（Thomas McKean Thompson McKennan, 1794年3月31日 - 1852年7月9日）は、アメリカ合衆国の政治家。ミラード・フィルモア政権でアメリカ合衆国内務長官を務めた。

## 生涯
1794年3月31日、マッケナンはデラウェア州ニューキャッスルにおいて誕生した。マッケナンは幼少期に家族とともにペンシルベニア州ワシントンへ移り住んだ。マッケナンは公立学校で教育を受け、1810年にペンシルベニア州のワシントン大学を卒業した。マッケナンは古典語の教師として働きながら法律を勉強し、1814年に弁護士として認可を受けた。マッケナンはワシントンで弁護士業を開業した。
マッケナンは1815年から1816年までペンシルベニア州副検事総長を務め、1818年から1831年までワシントンの町議会議員を務めた。マッケナンはまた、弁護士としてトップクラスの評価を受け、ペンシルベニア州のジェファーソン大学から法学の博士号を授与された。
マッケナンは1830年に反メイソン党の候補として連邦下院議員に選出された。マッケナンは1831年3月4日から1839年3月3日まで連邦下院議員を務めた。マッケナンは1842年5月30日に欠員充当のためホイッグ党から再び連邦下院議員に選任され、1843年3月3日まで連邦下院議員を務めた。マッケナンは連邦下院において、第27議会に下院道路運河委員会の委員長を務めた。
1848年、マッケナンは大統領選挙でペンシルベニア州の選挙人団の1人を務めた。マッケナンはミラード・フィルモア大統領からの指名を受け、1850年8月15日に内務長官に就任した。この指名は、前内務長官トマス・ユーイングの辞任に伴うものであったが、マッケナンは就任には乗り気でなかった。マッケナンは猟官者の激しい要求や事務慣行に不快感を示し、就任からわずか11日後の8月26日に、病気を理由に内務長官を辞職した。
マッケナンは内務長官退任後、ヘンプフィールド鉄道社長に就任した。マッケナンは1852年7月9日にペンシルベニア州レディングで死去した。マッケナンの遺体はペンシルベニア州ワシントンのワシントン墓地に埋葬された。

## 家族
マッケナンの父親は、デラウェア州下院議員ウィリアム・マッケナン (William McKennan, 1758-1810)、母親はエリザベス・トンプソン (Elizabeth Thompson, 1761-1839) であった。マッケナンは1815年にマチルダ・ボウマン (Matilda Bowman) と結婚した。2人は以下の子供をもうけた。
1. ウィリアム・マッケナン (William McKennan, 1816-1893)
2. トマス・マッケナン (Thomas McKennan, 1825-1895)
3. ジェイコブ・マッケナン (Jacob McKennan, ????-????)
4. ジョン・マッケナン (John McKennan, ????-????)